# Croix aux Morts
La Croix aux Morts, est située sur la route départementale 772 au croisement du lieu-dit "La Croix fleurie", sur la commune de  Ploërmel dans le Morbihan.

## Historique
La croix aux Morts fait l’objet d’une inscription au titre des monuments historiques depuis le 30 mai 1927.
La croix a perdu son fût. 
Le sommet de la croix est fixé sur un socle de pierre.